# Tribuzy
Tribuzy ist eine brasilianische Heavy-Metal-Band, die 2004 gegründet wurde. Der Bandname entspricht dem Nachnamen des Bandleaders Renato Tribuzy.
Die Band hat 2005 das Album Execution veröffentlicht, das inklusive Wiederveröffentlichungen u. a. bei Locomotive Records, Fuel Records und Arise Records erschien. An den Aufnahmen waren u. a. Kiko Loureiro, Bruce Dickinson, Michael Kiske, Mat Sinner und Roy Z sowie Ralf Scheepers und Roland Grapow beteiligt. Mit dem Song Beast in the Light war Tribuzy 2005 u. a. auf Samplern von Metal Hammer Spanien und Rock Hard Italien vertreten.
Im Jahr 2007 folgte die Live-Dokumentation Execution Live Reunion als Video und Musikalbum.

## Diskografie
- 2005: Execution (u. a. Locomotive Records, Fuel Records, Arise Records)
- 2007: Execution Live Reunion (Live-Video und -Album, u. a. Locomotive Records, SPV)